# برايان فيليب ديفيس
برايان فيليب ديفيس (بالإنجليزية: Brian Philip Davis)‏ هو مخرج بريطاني، ولد في 12 ديسمبر 1981 في ليسبورن في المملكة المتحدة.

## وصلات خارجية
- الموقع الرسمي
- برايان فيليب ديفيس على موقع IMDb (الإنجليزية)
- برايان فيليب ديفيس على موقع قاعدة بيانات الفيلم (الإنجليزية)
- برايان فيليب ديفيس على موقع كينوبويسك (الروسية)